# بنی‌ولید
یکی از شهرهای لیبی که به آن "ورفله" نیز می گویند و مرکز سابق استان بنی ولید که در حال حاضر بخشی از استان مصراته می باشد.
این شهر در شمال غربی کشور لیبی قرار گرفته است و از شهر طرابلس ۱۸۰ کیلومتر فاصله دارد. این شهر در جریان جنگ داخلی لیبی از محلهای مقاومت نیروهای قذافی بود.